# Péristyle

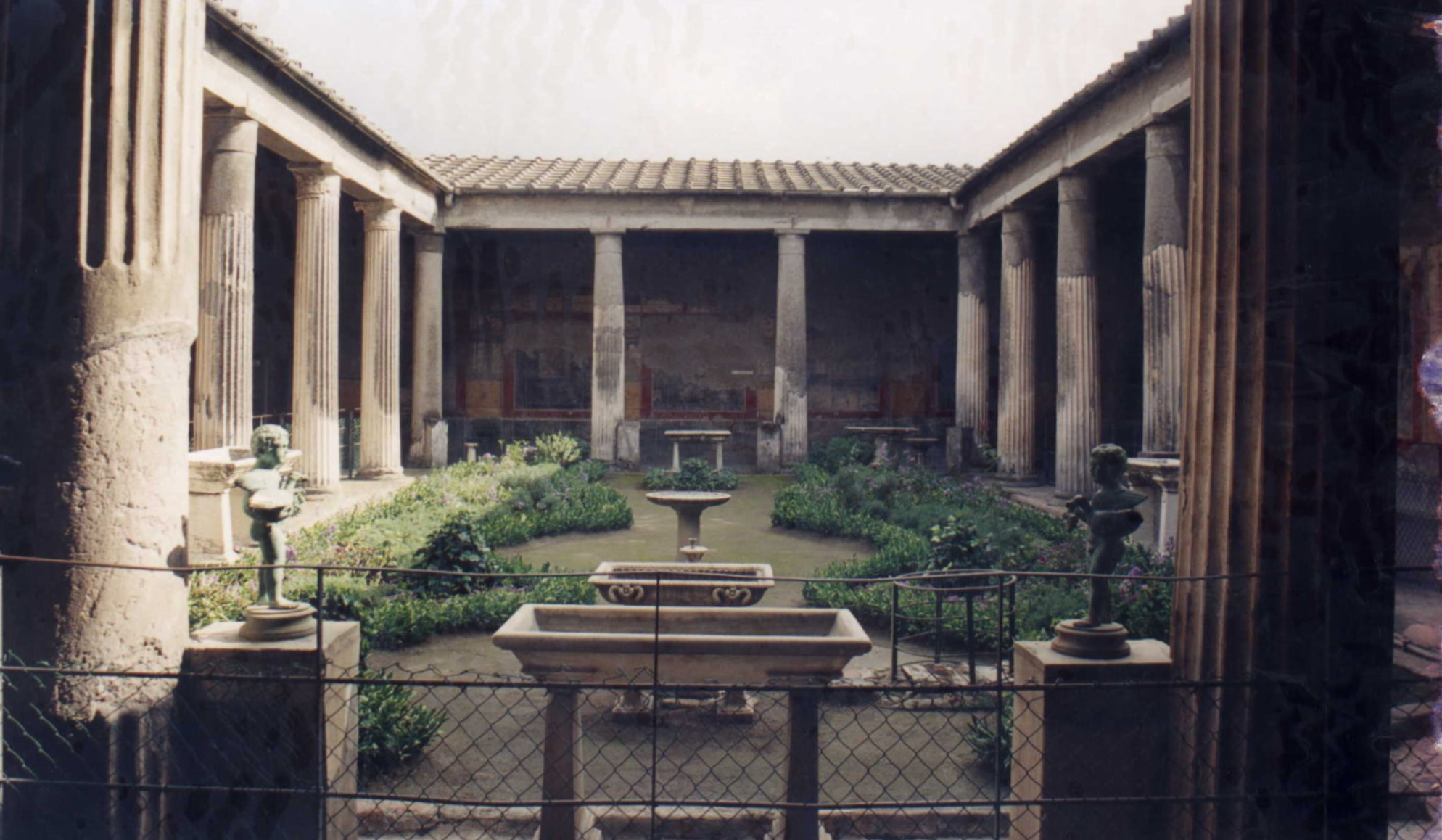
Péristyle de la Maison des Vettii, Pompéi (Italie).

Un péristyle (du grec περίστυλον / perístulon) est une galerie de colonnes faisant le tour extérieur (entièrement ou partiellement, sous la forme d'un porche) ou intérieur d'un édifice. C'est ce qui le distingue de la colonnade ou de la loggia. Un édifice entouré par un péristyle est périptère.
Le IVe siècle a vu naître la maison de « représentation », avec l'extension à l'architecture profane de l'usage perse séleucide du péristyle.
Les Grecs édifiaient notamment des péristyles autour de leurs temples. Les Romains ont ensuite repris ce type d'architecture pour leurs constructions religieuses et pour les bâtiments officiels, puis pour les habitations de type domus.
L'architecte italien du XVIe siècle Andrea Palladio a été le premier après la période antique à utiliser des péristyles pour marquer l'entrée d'habitations. Il a été critiqué pour avoir contribué à installer une confusion entre l'architecture sacrée et l'architecture civile. Ce dispositif a souvent été repris par ses suiveurs (voir palladianisme).
Cet élément de construction a ensuite été repris par les architectes néoclassiques du XIXe siècle pour des bâtiments officiels : le palais Brongniart en France, par exemple, en comporte.